# North French River
North French River är ett vattendrag i Kanada.   Det ligger i provinsen Ontario, i den östra delen av landet, 700 km nordväst om huvudstaden Ottawa.
I omgivningarna runt North French River växer i huvudsak barrskog. Trakten runt North French River är nära nog obefolkad, med mindre än två invånare per kvadratkilometer.